# Municipio de Santiago Cacaloxtepec
El municipio de Santiago Cacaloxtepec es uno de los 570 municipios en que se encuentra dividido el estado mexicano de Oaxaca. Es parte de la región Mixteca y su cabecera es el pueblo de Santiago Cacaloxtepec.

## Geografía
Santiago Cacaloxtepec se encuentra localizado en el noroeste del estado de Oaxaca, forma parte de la región Mixteca y del distrito de Huajuapan, es un municipio territorialmente poco extenso, teniendo un total de 38.83 kilómetros cuadrados y siendo sus coordenadas geográficas extremas 17°41′ - 17°47′ de latitud norte 97°41′ - 97°47′ de longitud oeste. Su altitud varía entre 1600 y 2400 metros sobre el nivel del mar.
Su territorio limita al noroeste con el municipio de Heroica Ciudad de Huajuapan de León, al noreste con el municipio de Santiago Huajolotitlán, al sur y sureste con el municipio de San Andrés Dinicuiti y al suroeste con el municipio de Tezoatlán de Segura y Luna y con el municipio de San Marcos Arteaga.

## Demografía
De acuerdo a los resultados del Censo de Población y Vivienda realizado en 2010 por el Instituto Nacional de Estadística y Geografía; la población total del municipio de Santiago Cacaloxtepec es de 1 686 habitantes, de los cuales 808 son hombres y 878 son mujeres.
La densidad de población asciende a un total de 43.42 personas por kilómetro cuadrado.

### Localidades
El municipio incluye en su territorio un total de 3 localidades. Su población del censo de 2010 son:
| Localidad             | Población (2010) |
| --------------------- | ---------------- |
| Santiago Cacaloxtepec | 991              |
| Corral de Piedra      | 692              |
| El Puente             | 3                |
| Total municipio       | 1 686            |

## Política
El gobierno del municipio de Santiago Cacaloxtepec es electo mediante el principio de partidos políticos, con en la gran mayoría de los municipios de México. El gobierno le corresponde al ayuntamiento, conformado por el presidente municipal, un síndico y el cabildo integrado por seis regidores y sus respectivos suplentes. Todos son electos mediante voto universal, directo y secreto para un periodo de tres años que pueden ser renovables para un periodo adicional inmediato.
El municipio de Santiago Cacaloxtepec tiene su origen en el siglo XIX, sin embargo, el 18 de junio de 1937 fue suprimido por decreto del Congreso de Oaxaca e incorporado al municipio de Huajuapan de León; pero poco más de un año después, el 23 de septiembre de 1938 un nuevo decreto lo restableció como municipio y ha permanecido hasta la actualidad.

### Representación legislativa
Para la elección de diputados locales al Congreso de Oaxaca y de diputados federales a la Cámara de Diputados federal, el municipio de Santiago Cacaloxtepec se encuentra integrado en los siguientes distritos electorales:
Local:
- Distrito electoral local de 5 de Oaxaca con cabecera en Asunción Nochixtlán.[5]

Federal:
- Distrito electoral federal 3 de Oaxaca con cabecera en Heroica Ciudad de Huajuapan de León.[6]